# Ciccio Ingrassia
Cesco Ingrassia (5 d'octubre de 1922 - 28 d'abril de 2003) va ser un actor i humorista cinematogràfic i televisiu de nacionalitat italiana.
Al costat de Franco Franchi, va formar una parella còmica coneguda en la història del cinema italià com Franco i Ciccio.

## Biografia

### Joventut
Nascut a Palerm, Itàlia, era el quart dels cinc fills d'una família de molt modesta condició. Des de la seva infància, va mostrar escàs interès per l'educació, encara que sí una propensió a l'humorisme.
Malgrat el seu poc interès per les activitats escolars, va aconseguir superar els estudis primaris, encara que amb molts problemes, ja que no anava bé amb les matemàtiques. En la seva adolescència, va exercir diferents oficis per poder mantenir-se (perruquer, fuster, sabater, carnisser), guanyant-se la vida a partir de 1938 com a tallador de calçat; no obstant això, començava a manifestar la seva passió pel món de l'espectacle i va començar a actuar en festes privades en les quals imitava amb cert èxit alguns dels gags de Totò, el seu ídol.
Però, el seu veritable debut en els escenaris no va arribar fins a uns anys més tard, en plena Segona Guerra Mundial: el 1944, després de freqüentar llarg temps el "Bar degli Artisti", lloc de trobada de futures celebritats, va conèixer Enzo Andronico i un còmic anomenat Ciampolo, amb els quals va formar el Trio Sgambetta. A partir de llavors va iniciar un llarg aprenentatge, marcat per una situació propera a la indigència.
Al final de la guerra es va traslladar a Torí, on va actuar, al costat d'un novençà Gino Bramieri, en el gènere de la paròdia, que llavors gaudia del favor del públic.
Durant una actuació a Milà el 1957, Ingrassia va conèixer una component d'una orquestra de cafè concert, Rosaria Calì, amb la qual es va casar a Gènova el 5 de setembre de 1960, i amb la qual va tenir un fill, Giampiero Ingrassia, nascut el 18 de novembre de 1961, i que també es va dedicar al món de l'espectacle.

### Franco i Ciccio
A principis dels anys 1950, Ingrassia era actor d'una companyia teatral, rebent un sou de manera regular. Gairebé per accident va conèixer als carrers de Palerm Francesco Benenato, conegut més endavant amb el nom artístic de Franco Franchi, i iniciaren una llarga col·laboració que donaria lloc a una parella d'or pels seus importants ingressos i per l'enorme èxit de públic aconseguit. Junts van fer cent trenta-dos films, la majoria en els anys 1960. El seu treball va ser molt estimat pel públic, encara que ignorat per la crítica. El 1964, les seves pel·lícules van ingressar una xifra que va suposar el 10% del total dels beneficis aconseguits per la indústria cinematogràfica italiana.

### Carrera en solitari
No obstant això, no sempre va ser estable la relació d'amistat entre Franco i Ciccio: va haver-hi baralles entre ells, de vegades en televisió i en directe (va ser històrica la seva discussió en un programa televisiu presentat en directe per Raffaella Carrà). Ciccio acusava Franco de megalomania, mentre que Franco li retreia una certa arrogància. La major crisi entre tots dos va ocórrer a la fi dels anys 1960 i inicis dels setanta, a causa de la decisió de Ciccio de voler interpretar un paper dramàtic en La violenza: quinto potere, film de Florestano Vancini estrenat el 1972.
En els períodes de separació de la parella, Ciccio va continuar amb la seva carrera, interpretant, entre molts altres papers, l'oncle boig en Amarcord, de Federico Fellini (1973), i l'honorable Voltrano en Todo modo, d'Elio Petri (1975), interpretació que li va valer el Nastro d'argento al millor actor no protagonista.
Posteriorment va fundar la productora Ingra Cinematogràfica, i el 1974 va dirigir el film còmic Paolo il freddo, en el qual actuava Franco, i el 1975 L'esorciccio, amb Lino Banfi.
Les diferències amb Franco van finalitzar el 1980, quan es va disculpar públicament en Domenica In, i la reconciliació oficial va tenir lloc en un programa televisiu en directe gràcies a la intervenció de Pippo Baudo. La parella va obtenir el reconeixement del públic i de la crítica pel seu treball en el film Kaos, dirigit el 1984 pels germans Paolo i Vittorio Taviani, i en el qual actuaven en l'episodi basat en la novel·la de Luigi Pirandello La giara, en què Ciccio era l'actor protagonista.

### Últims anys
Franco i Ciccio van continuar participant en diferents programes televisius, bé com a presentadors o com a convidats, fins que a finals de 1992 va morir Franco, arribant a la seva fi la col·laboració dels dos artistes sicilians. Ciccio va fer encara algunes actuacions cinematogràfiques esporàdiques, i es retirà definitivament el 1996 perquè, com confessava el seu fill Giampiero, després de la mort de Franco, Ciccio havia perdut l'estímul, igual que un marit amb el cor trencat per la mort de la seva esposa.
Afectat des de 2001 de problemes respiratoris, Ciccio Ingrassia va morir en el Policlínico Agostino Gemelli de Roma el 28 d'abril de 2003, acompanyat dels seus éssers estimats. Va ser enterrat en el cementiri de l'Estiu de Roma.

## Filmografia
Filmografia:

### En solitari
| - La violenza: quinto potere, de Florestano Vancini (1972) - Amarcord, de Federico Fellini (1973) - Paolo il freddo, de Ciccio Ingrassia (1974) - Il cav. Costante Nicosia demoniaco ovvero: Dracula in Brianza, de Lucio Fulci (1975) - Bianchi cavalli d'agosto, de Raimondo Del Balzo (1975) - L'esorciccio, de Ciccio Ingrassia (1975) - Todo modo, d'Elio Petri (1975) - L'ingorgo, de Luigi Comencini (1979) | - Domani accadrà, de Daniele Luchetti (1988) - Il viaggio di Capitan Fracassa, d'Ettore Scola (1990) - Condominio, de Felice Farina (1991) - Viaggio d'amore, d'Ottavio Fabbri (1991) - La via del cibo, d'Eugenio Donadoni i Paolo Ippolito (1994) - Camerieri, de Leone Pompucci (1995) - Giovani e belli, de Dino Risi (1996) - Fatal Frames - Fotogrammi mortali, d'Al Festa (1996) |